# Джесика Адамс (писателка)
Джесика Адамс (на английски: Jessica Adams) е английска астроложка и писателка на произведения в жанра драма, любовен роман и астрология.

## Биография и творчество
Родена е в Лондон, Англия на 25 юли 1964 г. Завършва специалност „Религии, философия и древни цивилизации“ в университета в Тасмания. Завършва второ висше образование като бакалавър по сценаристика в Австралийската школа по филм, телевизия и радио.
Като астролог пише хороскопи за списания „Elle“, „Vogue“, „Harper's Bazaar“, „Bloomingdale's“ и „Marie Claire“, а също и настолни годишни хороскопи. Книгата ѝ „Астрология 2020“ става бестселър на „Амазон“. Прави и безплатни хороскопи и прогнози на нейния сайт. Нейните седмични хороскопи излизат в онлайн изданието на австралийския „Космополитън“.
Работи като редактор за издателствата „Харпър Колинс“ и „Пенгуин“. Редактор е на поредицата на „Харпър Колинс“ – „Богиня на ваканциите – пътеводител за Париж, Лондон, Ню Йорк и Рим“. Редактор е на поредиците „Момичетата вечер у дома“ и „Децата вечер у дома“, приходите от които отиват за подпомагане на дейността на британската фондация „Дете на войната“.
Първият ѝ роман „Кошмарни връзки“ е издаден през 1998 г.
Джесика Адамс живее със семейството си в Сидни и Лондон.

## Произведения

### Самостоятелни романи
- Single White E-m@il (1998)
Кошмарни връзки, изд.: ИК „Компас“, Варна (2000), прев. Иглика Стойнешка
- Tom Dick and Debbie Harry (2001)
Бумеранг на любовта, изд.: ИК „Кръгозор“, София (2001), прев. Ивелина Пухалева
- I'm a Believer (2002)
- Cool for Cats (2003)
- The Summer Psychic (2006)
- Should I Stay or Should I Go (2009)

### Сборници
- Girls' Night in (2000) – с Мег Кабът, Кати Кели, Мариан Кийс, Софи Кинсела, Криси Манби, Сара Млиновски, Фрея Норт, Фиона Уокър и Джен Уайнър
- Big Night Out (2002) – с Маги Олдърсън, Кандис Бушнел, Джоан Колинс, Ник Ърлс, Иможен Едуардс-Джоунс, Ник Хорнби, Мариан Кийс, Карън Молине и Патрик Нийт

### Документалистика
- Astrology for Women (1996)
- The New Astrology for Women (1998)
- Handbag Horoscopes: Aquarius (2000)
- Handbag Horoscopes: Aries (2000)
- Handbag Horoscopes: Cancer (2000)
- Handbag Horoscopes: Capricorn (2000)
- Handbag Horoscopes: Gemini (2000)
- Handbag Horoscopes: Leo (2000)
- Handbag Horoscopes: Libra (2000)
- Handbag Horoscopes: Pisces (2000)
- Handbag Horoscopes: Sagittarius (2000)
- Handbag Horoscopes: Scorpio (2000)
- Handbag Horoscopes: Taurus (2000)
- Handbag Horoscopes: Virgo (2000)
- Fantasy Futures (2002)
- 21st Century Goddess (2002) – с Елина Глишич и Антея Пол
- Amazing You: Astrology (2004)
- Amazing You: Psychic Powers (2004)
- Astrobloke (2005)
- Astrolove (2007)
- 2020 Astrology: Your 5 year personal horoscope guide (2016)
Астрология 2020, изд. ИК „Виа Летера“ (2018), прев. Диана Николова
- The Secret Language of the Stars (2020)